# Seven Seas Mariner
La Seven Seas Mariner è una nave da crociera, costruita da Chantiers de l'Atlantique per la Regent Seven Seas Cruises.